# بخش ماگدالنا
شهرستان ماگدالنا (به اسپانیایی: Magdalena Department) یک بخش مسکونی است که در کلمبیا واقع شده است.

## خصوصیات
شهرستان ماگدالنا ۲۳٬۱۸۸ کیلومترمربع مساحت و ۱٬۲۳۵٬۴۲۵ نفر جمعیت دارد.

## نگارخانه

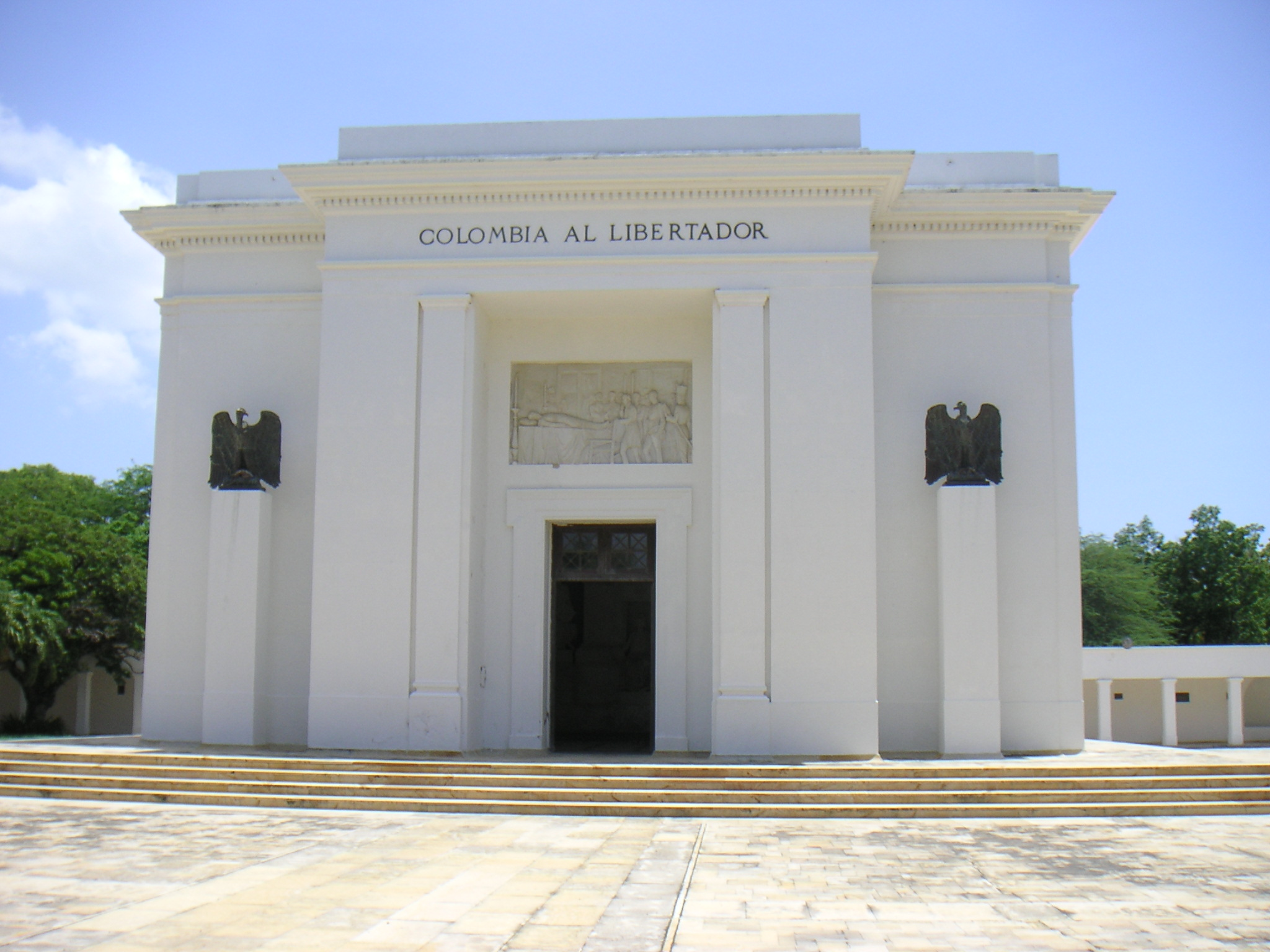
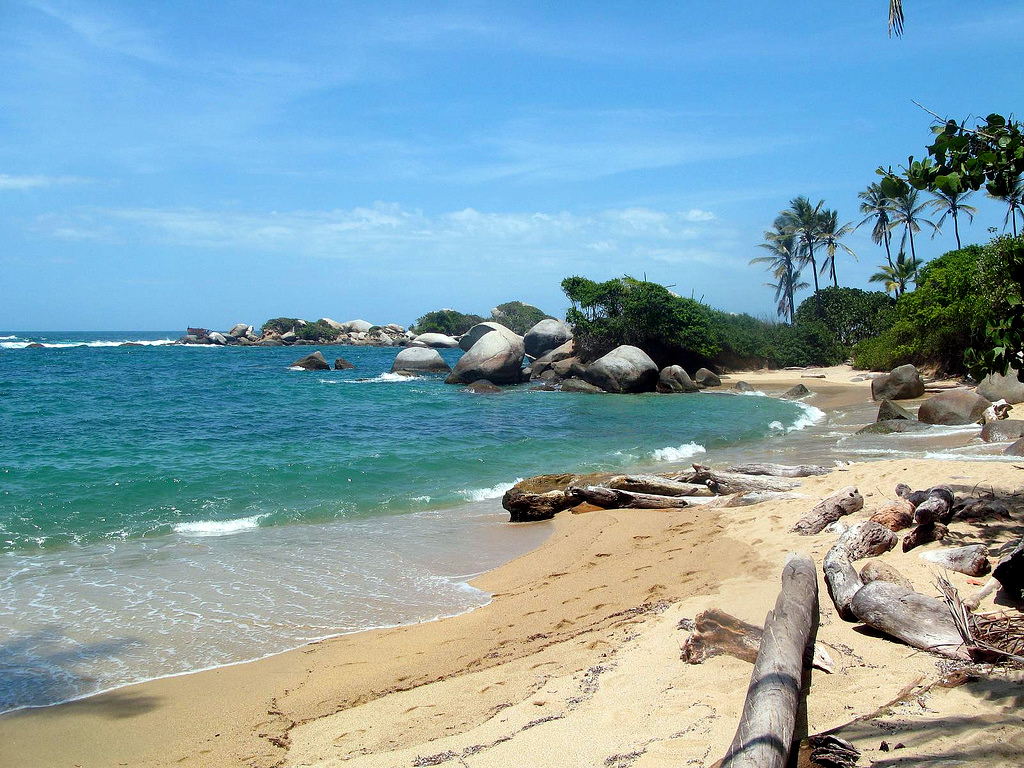
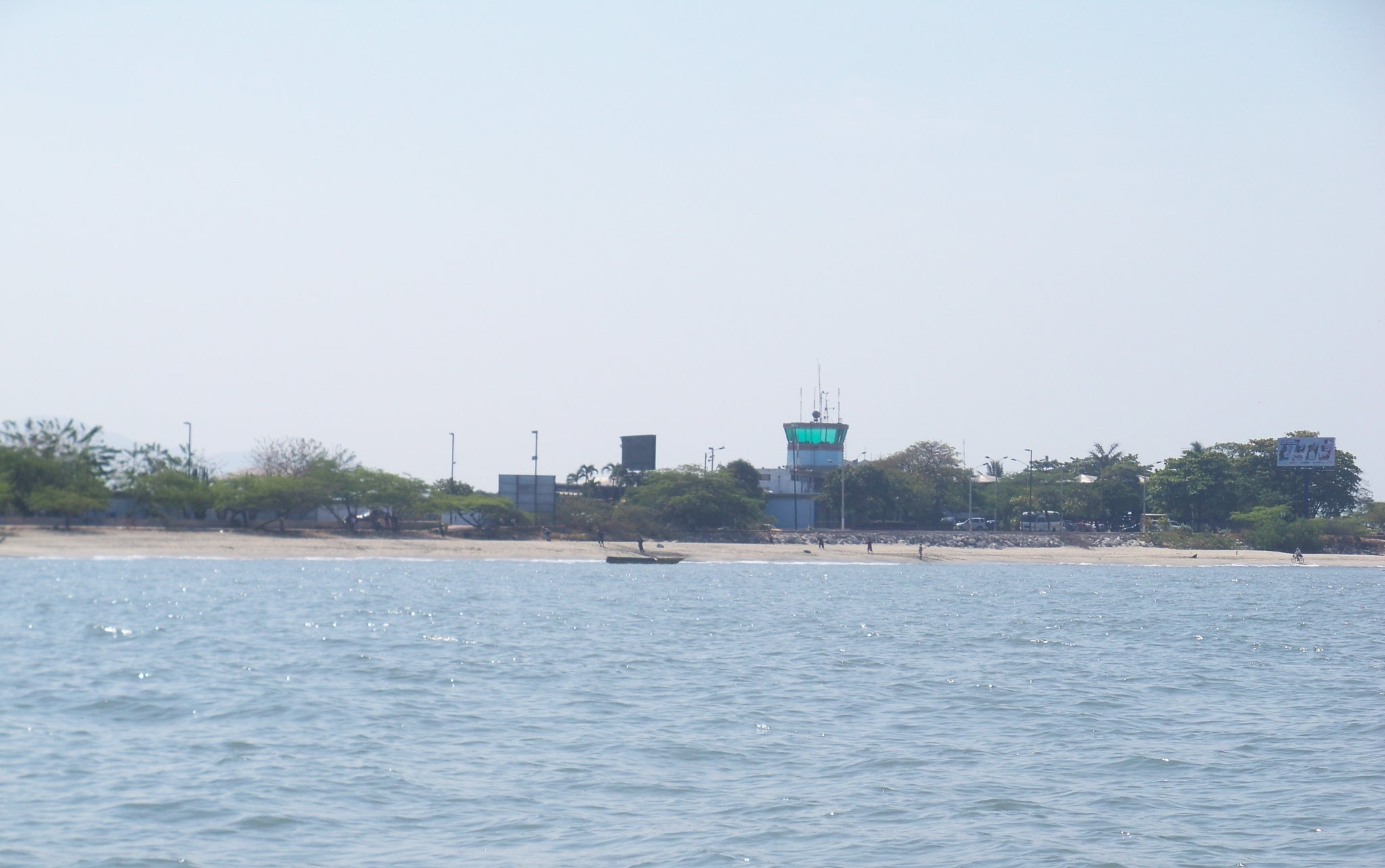
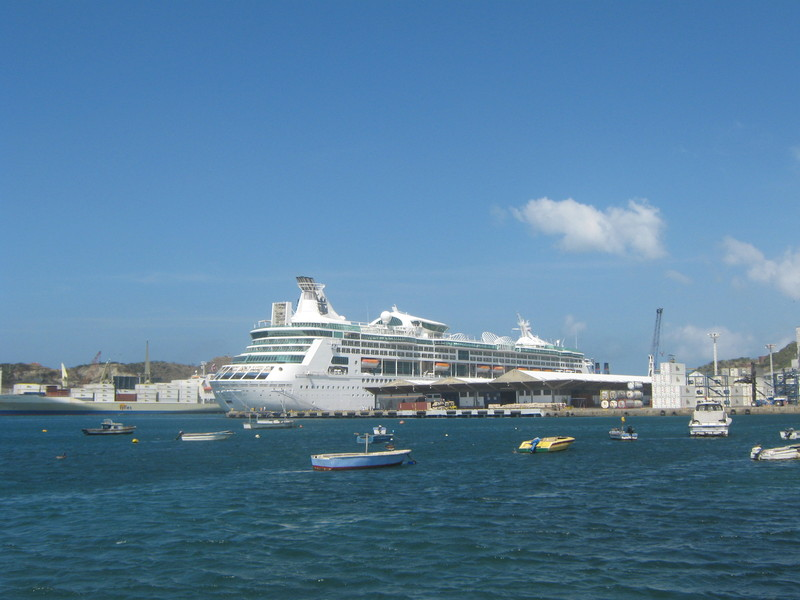